# Александров, Георгий Фёдорович
Гео́ргий Фёдорович Алекса́ндров (22 марта [4 апреля] 1908 года, Санкт-Петербург — 21 июля 1961 года, Москва) — советский партийный и государственный деятель, учёный-философ, академик АН СССР (30.11.1946). Доктор философских наук (1939), профессор (1939). Министр культуры СССР (1954—1955).
Член ВКП(б) с 1928 года, кандидат в члены ЦК ВКП(б) (1941—1956), член Оргбюро ЦК ВКП(б) с 18 марта 1946 по 5 октября 1952 года. Депутат ВС СССР (1946—1950, 1954—1955). Лауреат двух Сталинских премий (1943, 1946).

## Биография
Родился в семье рабочих. В начале 1920-х годов был беспризорником, затем воспитывался в Борисоглебском детдоме (Тамбовская губерния).
С 1924 по 1930 год обучался в Тамбовской совпартшколе, одновременно работал инструктором Тамбовского губкома комсомола, преподавателем обществоведения в тамбовской школе и заведующим Борисоглебской совпартшколой.
В 1932 году окончил МИФЛИ, а затем аспирантуру там же, в 1935 году стал кандидатом философских наук и доцентом. С 1935 года работал там научным сотрудником, заведующим сектором, помощником директора по научно-исследовательской работе, врио декана философского факультета и учёного секретаря института. В 1938—1939 годах заведовал редакционно-издательским отделом Исполкома Коминтерна. В 1939 году защитил докторскую диссертацию об Аристотеле, в том же году стал доктором философских наук и профессором. Первый заведующий образованной в 1939 году кафедры истории философии. В 1940 году покинул МИФЛИ.
С 1939 по 1940 год работал заместителем заведующего Отделом агитации и пропаганды ЦК ВКП(б) и одновременно с 1939 по 1946 годы — директором ВПШ при ЦК КПСС. В 1940—1947 годах начальник Управления агитации и пропаганды ЦК ВКП(б). В годы Великой Отечественной войны вместе с коллективом лауреатов (всего 15 человек) передал Сталинскую премию в Фонд обороны.
В 1946 году Жданову поступила докладная записка «О неудовлетворительном состоянии журналов „Звезда“ и „Ленинград“» от 7 августа 1946 года. Её авторы — начальник управления пропаганды и агитации ЦК Георгий Александров и его заместитель Александр Еголин — подготовили разбор «идеологически вредных и в художественном отношении очень слабых произведений», публиковавшихся в этих изданиях в течение двух лет. 
В 1947 году был назначен на должность директора Института философии, в которой проработал до 1954 года. С 9 марта 1954 года работал министром культуры СССР. В 1955 году, наряду с несколькими партийными идеологами, стал фигурантом сексуального скандала («дело гладиаторов»), вследствие чего 21 марта лишился должности (с формулировкой «как необеспечивший руководство Министерством культуры») и был отправлен в Минск. 18 июня Президиум Верховного совета СССР отстранил его от исполнения обязанностей депутата. С 1955 до 1961 года работал заведующим сектором диалектического и исторического материализма Института философии и права АН БССР.
Умер 21 июля 1961 года в Москве. Похоронен на Новодевичьем кладбище.

## Отзывы
Специализировался по истории западной философии. Главные труды: «История западноевропейской философии» (1946), «История социологии как науки» (1958). Первая из этих книг была раскритикована Сталиным и Ждановым, что повлекло увольнение Александрова из аппарата ЦК ВКП(б) в систему АН СССР.
В 1947 г. в СССР была проведена философская дискуссия по книге Г. Ф. Александрова «История западноевропейской философии». Книга была подвергнута критике за объективистские ошибки, за то, что в ней не было должным образом показано значение революционного переворота в философии, произведенного марксизмом.Щипанов И. Я., Главные вехи развития историко-философской науки после Октября 1917 г.
Был одним из составителей книги «Иосиф Виссарионович Сталин: Краткая биография» (1939, 2-е изд. 1949). Как отмечает историк науки Г. С. Батыгин: «В 1956 г., когда Александрова обвинят в пособничестве Сталину и его приспешникам, вспомнят, что он пользовался не только советами, но и текстами своих помощников». 28 октября 1965 года Корней Чуковский писал в дневнике: «Покойный Александров-академик прибег к такому способу: призвал к себе молодого человека, талантливого, и сказал ему: звонили из ГПУ, справлялись о вас, вообще вам грозит катастрофа: единственное для вас спасение — написать книгу в честь Сталинских статей по лингвистике. Тот в панике пишет, Ал. запугивает его вновь и вновь и получает книгу в 20 листов, на котор. Ал. ставит своё имя».
Историк М. Н. Тихомиров писал: «Почему Александрова сделали академиком — установить очень трудно. Никаких больших научных работ, кроме довольно среднего по значению своему учебника по истории философии он не имел».

## Основные работы
Книги и брошюры
- Василий Петрович Дегтярев, начальник Минводского политотдела, депутат Верховного Совета СССР [Орджоникидзевская ж.д.] (Биогр. очерк). — М., 1939.
- Иосиф Виссарионович Сталин. Краткая биография. — М., 1939 (в соавт.).
  - 2-е изд., испр. и доп. — М., 1949 (соавт. М. Р. Галактионов, B. C. Кружков, М. Б. Митин, В. Д. Мочалов, П. Н. Поспелов).
- Борьба материализма и идеализма в эпоху Возрождения: [Стеногр. лекции, прочит. 2 дек. 1939 г.]. — М., 1939.
- Марксизм-ленинизм о научном предвидении: [Лекция, читан. на Всес. совещ. лекторов при ЦК ВКП(б) 1 сент. 1939 г.]. — М., 1939; Ереван; К., 1940.
- Очерк истории новой философии на Западе. — М., 1939.
- Философские предшественники марксизма. — М.; Ереван, 1939; К., 1940 (с пер. на нац. яз.).
  - 2-е изд., доп. — М., 1940.
- Аристотель (Философские и социально-политические взгляды). — М., 1940.
- Диалектика и политика. — М., 1940.
- Курс диалектического и исторического материализма. — М., 1940.
- Материализм XVII столетия: [Стеногр. лекции, прочитан. 7 дек. 1939 г.]. — М., 1940.
- Формирование философских взглядов Маркса и Энгельса: [Лекция, прочит. 19 и 23 окт. 1940 г. в Высшей парт. школе при ЦК ВКП(б)]. — М., 1940; К.; Сталинабад, 1941 (с пер. на нац. яз.).
- Борьба материализма и идеализма в античной философии: [Лекции, прочитан. в Высшей парт. школе при ЦК ВКП(б) в 1940/41 уч. г.]. — М., 1941.
- Борьба материализма и идеализма в эпоху Возрождения: [Стеногр. лекции, прочитан. в Высшей парт. школе при ЦК ВКП(б) в 1940—41уч. г.]. — М., 1941.
- Диалектический материализм — мировоззрение партии Ленина — Сталина. — К., 1941 (с пер. на укр. яз.).
- Классическая немецкая философия (Гегель): [Стеногр. лекции, прочитан. в Высшей парт. школе при ЦК ВКП(б) в 1940—1941 уч. г.]. — М., 1941.
- Марксизм-ленинизм о научном предвидении: [Стеногр. лекции, прочитан. в Высшей парт. школе при ЦК ВКП(б) в 1940-41 уч. г.]. — М., 1941.
- Материализм XVIII столетия. — М., 1941.
- История западноевропейской философии: [Курс лекций, прочит. в Высш. парт. школе при ЦК ВКП(б)]. — М., 1945.
  - История западноевропейской философии: [Учеб. для ун-тов и гуманит. фак. вузов]. — 2-е изд., доп. — М.—Л., 1946.
- О современных буржуазных теориях общественного развития. — М., 1946.
- Советский народ — творец социалистической жизни. — М., 1947 (соавт. П. Н. Поспелов).
- Банкротство буржуазной социологии. — М., 1948.
- Труды И. В. Сталина о языкознании и вопросы исторического материализма. — М., 1952.
- История социологии как науки: [Стенограммы лекций]. — Мн., 1958.
- История социологических учений. Древний Восток. — М., 1959.
- Очерк истории социальных идей в древней Индии. — Мн., 1959.

Публицистика периода Великой Отечественной войны
- Библия людоедов (О книге Гитлера «Моя борьба»). — Ашхабад; Ереван; К.; Махачкала; М.; Ростов-на-Дону; Уфа, 1941; М.; Сталинабад, 1942 (с пер. на нац. яз.).
- Великая Отечественная война советского народа. — Алма-Ата; Горький; Ижевск; Кудымкар; Л.; Сталинабад; Ташкент; Уфа; Фрунзе; Челябинск, 1941; М., 1942 (с пер. на нац. яз.).
- Гитлеровская Германия лопнет под тяжестью своих преступлений. — Красноуфимск; Куйбышев; М.; Новосибирск; Сталинград; Ташкент; Фрунзе; Хабаровск; Челябинск, 1941; Баку; Казань; М.; Ташкент; Фрунзе; Уфа, 1942 (с пер. на нац. яз.).
- Гитлеровский план порабощения Европы («Нордическая Европа»). — Махачкала, 1941; Сталинабад, 1942 (с пер. на нац. яз.).
- Гитлеровский план порабощения Европы (Проповедь человеконенавистничества и зверства): [Статьи из газ. «Правда»]. — Ростов-на-Дону, 1941.
- Два месяца Отечественной войны. — Махачкала, 1941 (с пер. на нац. яз.).
- Идеология разбоя. — Махачкала; Фрунзе, 1941; Ташкент; Фрунзе, 1942 (с пер. на нац. яз.).
- «Миф ХХ столетия». — Челябинск; Уфа, 1941;
  - Проповедь человеконенавистничества и зверства («Миф XX века»). — Ереван; Ташкент, 1941 (с пер. на нац. яз.).
- Обязанности часового. — Баку; М.; Ташкент, 1941 (с пер. на нац. яз.).
- Под знаменем Ленина—Сталина мы победим. — Чкалов, 1941.
- Славяне. — Ташкент; Челябинск, 1941 (с пер. на нац. яз.).
- Фашизм — лютый враг человечества. — Алма-Ата; Ашхабад; Баку; Ереван; Иркутск; Йошкар-Ола; Казань; Козьмодемьянск; Махачкала; Новосибирск; М.; Сталинград; Сыктывкар; Омск; Ташкент; Тбилиси; Турткуль; Фрунзе, 1941; М.; Тбилиси, 1942; М.; Ташкент, 1943 (с пер. на нац. яз.).
- 25 лет Великой Октябрьской социалистической революции и Отечественная война советского народа: [Сокр. стеногр. доклада, прочит. на Юбил. сессии АН СССР 16 ноября 1942 г]. — М.; Свердловск, 1942.
- Бои за Сталинград. — Орджоникидзе, 1942.
- Великая Отечественная война и общественная наука: [Из доклада, прочит. на Общем собрании АН СССР]. — Баку, 1942.
- Великая сила большевистских идей. — Баку; Сталинабад, 1942 (с пер. на нац. яз.).
- Враг будет разбит (Статьи, доклады и лекции). — М., 1942.
- Гитлеровский «фронт духа» перед катастрофой. — Махачкала, 1942 (с пер. на нац. яз.).
- Две армии: [Из докл. Г. Александрова «О текущем моменте Великой Отечественной войны», прочитан. для энской части]. — М., 1942.
- Дух великого Ленина вдохновляет нас на Отечественную войну. — Махачкала, 1942 (с пер. на нац. яз.).
- Некоторые вопросы текущего момента (Вопросы, заданные на собрании сормовских рабочих). — Йошкар-Ола; Махачкала; М.; Новосибирск; Пенза; Сталинабад; Тбилиси; Хабаровск, 1942; Махачкала, 1943 (с пер. на нац. яз.).
- О провале немецкого плана окружения и взятия Москвы. — Куйбышев; Махачкала; Сталинабад; Сталинград; Тбилиси, 1942 (с пер. на нац. яз.).
- О решающих условиях победы над врагом. — Алма-Ата; М.; Орджоникидзе; Пенза; Ташкент; Челябинск, 1942 (с пер. на нац. яз.).
- О современном этапе Великой Отечественной войны: [Обработ. стеногр. доклада в марте 1942 г. в N-ской части]. — Вологда; Махачкала; М.; Орджоникидзе; Фрунзе; Хабаровск, 1942 (с пер. на нац. яз.).
- О текущем моменте Великой Отечественной войны: [Сокр. стеногр. доклада]. — Абакан; Алма-Ата; Архангельск; Ашхабад; Вологда; Воронеж; Грозный; Ереван; Ижевск; Иркутск; Казань; Л.; Махачкала; Молотов; М.; Нальчик; Орджоникидзе; Саранск; Саратов; Свердловск; Сталинабад; Сыктывкар; Тамбов; Тбилиси; Фрунзе; Чебоксары; Элиста; Якутск; Ярославль, 1942 (с пер. на нац. яз.).
- Остановить, отбросить и разгромить врага! — Алма-Ата; Баку; Казань; Куйбышев; М.; Пенза; Ташкент; Фрунзе; Хабаровск, 1942 (с пер. на нац. яз.).
- Отечественная война советского народа и задачи общественных наук. — М.—Л., 1942.
- Сталинское предвидение (Итоги года войны). — Пенза, 1942.
- Текущий момент Отечественной войны и задача агитаторов: [Сокр. стеногр. доклада, прочит. на собрании агитаторов и пропагандистов г. Москвы 22 июля 1942 г.]. — Алма-Ата; Архангельск; Баку; Вологда; Горький; Йошкар-Ола; Казань; Киров; Козьмодемьянск; Махачкала; Молотов; М.; Пенза; Саратов; Тбилиси; Уфа; Челябинск; Чкалов; Якутск, 1942; Молотов, 1944 (с пер. на нац. яз.).
- Три года войны в Европе. — Пенза; Уфа; Фрунзе; Челябинск, 1942.
- О некоторых задачах пропагандистской и агитационной работы. — Магадан, 1943[уточнить].
- Общенародная война против фашистских разбойников. — Иркутск; Пенза; Фрунзе; Чебоксары, 1943.
- Решающий момент Отечественной войны (Наступление Красной Армии зимой 1942—43 гг.). — Киров; Куйбышев: Махачкала; Фрунзе; Чебоксары, 1943 (с пер. на нац. яз.).
- Стахановские школы в лесной промышленности. — М., 1943.
- По ленинскому пути, под водительством Сталина: [Доклад 21-го янв. 1945 г. на Торжеств.-траурном заседании, посвящ. XXI годовщине со дня смерти В. И. Ленина]. — Архангельск; Ашхабад; Баку; Иркутск; К.; Киров; Красноярск; Куйбышев; Мн.; М.; Рига; Сталинабад; Улан-Удэ; Уфа; Фрунзе; Хабаровск; Чкалов, 1945 (с переводом на несколько нац. яз-в).

Статьи
- Товарищ Эренбург упрощает // Правда. — 1945. — 14 апреля. — № 89 (9860).
- О некоторых задачах общественных наук в современных условиях // Большевик. — 1945 — № 14.
- Сталин Иосиф Виссарионович // Большая советская энциклопедия. — Т. 52. — М., 1947 (соавт.).
- Космополитизм — идеология империалистической буржуазии // Вопросы философии. — 1948. — № 3.
- Новый выдающийся вклад в сокровищницу ленинизма: О трудах И. В. Сталина по вопросам языкознания // Вопросы марксистско-ленинской философии. — М., 1950
- Труд И. В. Сталина «Марксизм и вопросы языкознания» и его выдающаяся роль в развитии общественных наук // Знамя. — 1950. — № 12

Составитель и редактор
- История философии: В 7 т. — М., 1940—43 (в соавт. с Б. Э. Быховским, М. Б. Митиным, П. Ф. Юдиным; издано три тома; 3-й том запрещён).
- Москва. — М., 1941.
- История Гражданской войны в СССР. — Т. 2. — М., 1947.
- Диалектический материализм. — М., 1953 (под общ. ред.).

## Награды и премии
- 2 ордена Ленина (10 июня 1945; 1953)
- орден Отечественной войны 1-й степени (23 сентября 1945)
- орден Трудового Красного Знамени (20 апреля 1944)
- орден «Знак Почёта»
- Сталинская премия I степени (22 марта 1943) — за научный труд «История философии», в трех томах, опубликованный: том I — в 1940 году, том II — в 1941 году, том III — в 1942 году
- Сталинская премия II степени (1946) — за книгу «История западноевропейской философии»